# Hoàn hồn
Hoàn hồn (tiếng Anh: Alchemy of Souls; tiếng Hàn: 환혼; Hanja: 還魂; Romaja: Hwanhon) là một bộ phim truyền hình Hàn Quốc với sự tham gia của Lee Jae-wook, Jung So-min, Go Youn-jung, và Hwang Min-hyun. Kịch bản được viết bởi bộ đôi biên kịch Hong Jung-eun và Hong Mi-ran, miêu tả câu chuyện của các pháp sư trẻ đối phó với trời và đất, và được đạo diễn bởi Park Joon-hwa.
Phim khởi chiếu trên tvN vào ngày 18 tháng 6, 2022 và được phát sóng vào thứ Bảy và Chủ nhật hàng tuần lúc 21:10 (KST). Đồng thời phim cũng phát trực tuyến trên TVING và Netflix ở các khu vực nhất định.
Bộ phim được chia thành hai phần: Phần 1 được phát sóng từ ngày 18 tháng 6 đến ngày 28 tháng 8, 2022 với 20 tập, trong khi Phần 2 (Alchemy of Souls: Light and Shadow) được khởi chiếu từ ngày 10 tháng 12, 2022.

## Nội dung

### Phần 1
Lấy bối cảnh một đất nước hư cấu tên là Daeho không tồn tại trong lịch sử, bộ phim nói về tình yêu và sự trưởng thành của những pháp sư trẻ khi họ vượt qua số phận nghiệt ngã nhờ một phép thuật được gọi là "thuật hoàn hồn", cho phép linh hồn nhập vào cơ thể người khác.
Phim kể về câu chuyện của một sát thủ tên là Naksu có linh hồn vô tình bị mắc kẹt bên trong cơ thể yếu ớt của Mu-deok - người hầu của Jang Uk.

### Phần 2
Ba năm sau thảm kịch khiến Mu-deok chạy loạn và giết hại những người vô tội, do Jin Mu lên kế hoạch, Jang Uk, người đã trở về từ cõi chết nhờ viên băng thạch quyền năng bên trong cơ thể, trở thành một kẻ săn lùng tàn nhẫn những kẻ hoàn hồn và ngày càng trở nên cô lập do quá đau lòng trước cái chết của người mình yêu—Naksu. Sau đó, anh gặp người thừa kế bí ẩn của Jinyowon, Jin Bu-yeon, người giống Naksu.

## Diễn viên

Áp phích quảng bá cho phần 2

### Vai chính
- Lee Jae-wook vai Jang Uk[19]
  - Park Sang-hoon vai Jang Uk thời trẻ[22]
- Jung So-min vai Mu-deok / Jin Bu-yeon (tên thật)[17][23]
- Go Youn-jung vai Naksu (trước khi hoàn hồn)[15] / Cho Yeong (tên thật)[24] / Jin Bu-yeon (ở phần 2)[25]
  - Gu Yoo-jung vai Nak-su thời trẻ[26]
- Hwang Min-hyun vai Seo Yul[27]
  - Moon Seong-hyun vai Seo Yul thời trẻ[28]

### Vai phụ

#### Gia đình Jang
- Oh Na-ra vai quản gia Kim[19]
- Joo Sang-wook vai Jang Gang[29]
- Bae Gang-hee vai Do-hwa[30]
- Jang Tae-min vai Người hầu Lee[25]

#### Gia đình Seo
- Do Sang-woo vai Seo Yun-oh[31]

#### Songrim
- Yoo Jun-sang vai Park Jin[32]
- Yoo In-soo vai Park Dang-gu[5]
- Lee Ha-yool vai Sang-ho[33]

#### Sejukwon
- Lee Do-kyung vai Heo Yeom[34]
- Hong Seo-hee vai Heo Yun-ok[35]
- Jung Ji-an vai Soon-yi[36]
- TBA vai dược sĩ Seo

#### Cheonbugwan
- Jo Jae-yoon vai Jin Mu[19]
- Choi Ji-ho vai Gil-ju[37]
- Cha Yong-hak vai Yeom-su

#### Jinyowon
- Park Eun-hye vai Jin Ho-kyung[34]
- Joo Seok-tae vai Jin Woo-tak[38]
- Arin vai Jin Cho-yeon[5]
- Yoon Hae-bin vai Jin Bu-yeon thời trẻ[39]

#### Gia đình hoàng gia
- Shin Seung-ho vai Go Won[40]
- Choi Kwang-il vai Go Soon[41]
- Kang Kyung-heon vai Seo Ha-sun[42]
- Park Byung-eun vai Go Seong[29]
- Lee Ki-seop vai Eunuch Oh[43]
- Jeong Ji-sun vai Eunuch Kim[44]

#### Chwiseollu
- Park So-jin vai Joo-wol[45]

#### Nhân vật khác
- Im Chul-soo vai Lee Cheol (Master Lee)[34]
- Seo Hye-won vai So-yi[46]
- Woo Hyun vai Monk Ho-yeon[47]
- Lee Ji-hoo vai Cha Beom[48]
- Lee Bong-jun vai Gu Hyo[49]
- Joo Min-soo vai Han Yeol
- Jeon Hye-won vai Ae-hyang[50]
- Yoon Seo-hyun vai Cho Chung[51]
- Shim Jae-hyun vai Wal-pae[52]

### Nhân vật đặc biệt
- Yeom Hye-ran vai phụ nữ trung niên bí ẩn[29]
- Yegyul Band (ko)[53]
- Kim Hyun-sook vai Maidservant Park[54][55]
- Jang Sung-beom vai Kang Gaek-ju[56]
- Shim So-young vai Shaman Choi[57]

## Sản xuất

### Phát triển
Công việc chuẩn bị cho bộ phim, cũng như thảo luận với tvN, bắt đầu vào năm 2019 với tựa đề Can This Person Be Translated (이 사람 통역이 되나요; I Saram Tong-yeog-i Doenayo).

### Tuyển vai
Vào tháng 1 năm 2021, công ty quản lý của Park Hye-su tiết lộ nữ diễn viên đã thử giọng cho bộ phim. Vào tháng 6, nam diễn viên Joo Sang-wook được mời đóng một vai trong bộ phim.
Vai nữ chính lần đầu được xác nhận là do Park Hye-eun thủ vai. Tuy nhiên, tháng 7 năm 2021, cô quyết định rời khỏi dự án sau một thỏa thuận với nhà sản xuất. Có thông tin mặc dù Park Hye-eun là một nữ diễn viên mới, cô đã chuẩn bị kỹ lưỡng cho bộ phim, nhưng cảm thấy gặp nhiều áp lực khi đóng vai chính của một dự án lớn. Vai diễn sau đó được giao cho nữ diễn viên Jung So-min. Cô và đạo diễn Park Joon-hwa trước đây từng làm việc cùng nhau trong bộ phim truyền hình Because This Is My First Life năm 2017.
Đội ngũ các diễn viên chính gồm Lee Jae-wook, Jung So-min, Hwang Min-hyun, Shin Seung-ho, Yoo Jun-sang, Oh Na-ra và Jo Jae-yoon chính thức được tvN công bố vào tháng 3, 2022. Vào ngày 21 tháng 3, Yoo In-soo, Arin, Park Eun-hye, Lee Do-kyung và Im Chul-soo thông báo họ sẽ tham gia bộ phim.

### Quay phim
Vào tháng 8 năm 2021, công ty sản xuất Studio Dragon và High Quality đã ký một thỏa thuận với thành phố Mungyeong để xây dựng một phim trường ở Maseong-myeon trị giá 5 tỷ won để sản xuất bộ phim.
Ngày 6 tháng 10 năm 2021, việc quay phim đã bị hủy bỏ sau khi một nhân viên có kết quả xét nghiệm dương tính với COVID-19 vào sáng ngày 5. Tất cả các thành viên trong nhóm sản xuất sau đó đều phải kiểm tra PCR. Một số nhân viên được phân loại là những người tiếp xúc gần đã tự đi vào kiểm dịch, mặc dù họ đã xét nghiệm âm tính.
Có thông tin cho rằng việc quay phần hai của loạt phim đã bắt đầu vào tháng 7 năm 2022 và hoàn thành vào ngày 6 tháng 10.

## Nhạc phim

### Phần 1
Album đạt vị trí thứ 18 trên Circle Album Chart hàng tuần và tính đến tháng 9 năm 2022, 8.906 bản đã được bán ra.
Phần 1
| Phát hành ngày 26 tháng 6 năm 2022 | Phát hành ngày 26 tháng 6 năm 2022                                 | Phát hành ngày 26 tháng 6 năm 2022 | Phát hành ngày 26 tháng 6 năm 2022                | Phát hành ngày 26 tháng 6 năm 2022 | Phát hành ngày 26 tháng 6 năm 2022 |
| STT                                | Nhan đề                                                            | Phổ lời                            | Phổ nhạc                                          | Nghệ sĩ                            | Thời lượng                         |
| ---------------------------------- | ------------------------------------------------------------------ | ---------------------------------- | ------------------------------------------------- | ---------------------------------- | ---------------------------------- |
| 1.                                 | "Scars Leave Beautiful Trace" (상처는 아름다운 흔적이 되어)        | Nam Hye-seung Janet Suhh           | Nam Hye-seung Jeon Jong-hyuk Heo Seok Lee Jae-woo | Car, the Garden                    | 3:33                               |
| 2.                                 | "Scars Leave Beautiful Trace" (상처는 아름다운 흔적이 되어; Inst.) |                                    | Nam Hye-seung Jeon Jong-hyuk Heo Seok Lee Jae-woo |                                    | 3:33                               |
| Tổng thời lượng:                   | Tổng thời lượng:                                                   | Tổng thời lượng:                   | Tổng thời lượng:                                  | Tổng thời lượng:                   | 7:06                               |

Phần 2
| Phát hành ngày 3 tháng 7 năm 2022 | Phát hành ngày 3 tháng 7 năm 2022 | Phát hành ngày 3 tháng 7 năm 2022 | Phát hành ngày 3 tháng 7 năm 2022 | Phát hành ngày 3 tháng 7 năm 2022 | Phát hành ngày 3 tháng 7 năm 2022 |
| STT                               | Nhan đề                           | Phổ lời                           | Phổ nhạc                          | Nghệ sĩ                           | Thời lượng                        |
| --------------------------------- | --------------------------------- | --------------------------------- | --------------------------------- | --------------------------------- | --------------------------------- |
| 1.                                | "Aching" (아리운)                 | Nam Hye-seung Kim Kyung-hee       | Nam Hye-seung Kim Kyung-hee       | Kassy                             | 4:11                              |
| 2.                                | "Aching" (아리운; Inst.)          |                                   | Nam Hye-seung Kim Kyung-hee       |                                   | 4:11                              |
| Tổng thời lượng:                  | Tổng thời lượng:                  | Tổng thời lượng:                  | Tổng thời lượng:                  | Tổng thời lượng:                  | 8:22                              |

Phần 3
| Phát hành ngày 10 tháng 7 năm 2022 | Phát hành ngày 10 tháng 7 năm 2022       | Phát hành ngày 10 tháng 7 năm 2022 | Phát hành ngày 10 tháng 7 năm 2022 | Phát hành ngày 10 tháng 7 năm 2022 | Phát hành ngày 10 tháng 7 năm 2022 |
| STT                                | Nhan đề                                  | Phổ lời                            | Phổ nhạc                           | Nghệ sĩ                            | Thời lượng                         |
| ---------------------------------- | ---------------------------------------- | ---------------------------------- | ---------------------------------- | ---------------------------------- | ---------------------------------- |
| 1.                                 | "Just Watching You" (바라만 본다)        | Nam Hye-seung Kim Kyung-hee        | Nam Hye-seung Kim Kyung-hee        | Jeong Se-woon                      | 4:02                               |
| 2.                                 | "Just Watching You" (바라만 본다; Inst.) |                                    | Nam Hye-seung Kim Kyung-hee        |                                    | 4:02                               |
| Tổng thời lượng:                   | Tổng thời lượng:                         | Tổng thời lượng:                   | Tổng thời lượng:                   | Tổng thời lượng:                   | 8:04                               |

Phần 4
| Phát hành ngày 17 tháng 7 năm 2022 | Phát hành ngày 17 tháng 7 năm 2022 | Phát hành ngày 17 tháng 7 năm 2022 | Phát hành ngày 17 tháng 7 năm 2022 | Phát hành ngày 17 tháng 7 năm 2022 | Phát hành ngày 17 tháng 7 năm 2022 |
| STT                                | Nhan đề                            | Phổ lời                            | Phổ nhạc                           | Nghệ sĩ                            | Thời lượng                         |
| ---------------------------------- | ---------------------------------- | ---------------------------------- | ---------------------------------- | ---------------------------------- | ---------------------------------- |
| 1.                                 | "Raindrops" (빗방울)               | Nam Hye-seung Janet Suhh           | Nam Hye-seung Park Sang-hee        | Gummy                              | 3:54                               |
| 2.                                 | "Raindrops" (빗방울; Inst.)        |                                    | Nam Hye-seung Park Sang-hee        |                                    | 3:54                               |
| Tổng thời lượng:                   | Tổng thời lượng:                   | Tổng thời lượng:                   | Tổng thời lượng:                   | Tổng thời lượng:                   | 7:48                               |

Phần 5
| Phát hành ngày 24 tháng 7 năm 2022 | Phát hành ngày 24 tháng 7 năm 2022                    | Phát hành ngày 24 tháng 7 năm 2022 | Phát hành ngày 24 tháng 7 năm 2022 | Phát hành ngày 24 tháng 7 năm 2022 | Phát hành ngày 24 tháng 7 năm 2022 |
| STT                                | Nhan đề                                               | Phổ lời                            | Phổ nhạc                           | Nghệ sĩ                            | Thời lượng                         |
| ---------------------------------- | ----------------------------------------------------- | ---------------------------------- | ---------------------------------- | ---------------------------------- | ---------------------------------- |
| 1.                                 | "You're Everything to Me" (온통 그대뿐인 나죠)        | Nam Hye-seung Park Jin-ho          | Nam Hye-seung Park Jin-ho          | Shin Yong-jae                      | 4:10                               |
| 2.                                 | "You're Everything to Me" (온통 그대뿐인 나죠; Inst.) |                                    | Nam Hye-seung Park Jin-ho          |                                    | 4:10                               |
| Tổng thời lượng:                   | Tổng thời lượng:                                      | Tổng thời lượng:                   | Tổng thời lượng:                   | Tổng thời lượng:                   | 8:20                               |

Phần 6
| Phát hành ngày 31 tháng 7 năm 2022 | Phát hành ngày 31 tháng 7 năm 2022 | Phát hành ngày 31 tháng 7 năm 2022 | Phát hành ngày 31 tháng 7 năm 2022 | Phát hành ngày 31 tháng 7 năm 2022 | Phát hành ngày 31 tháng 7 năm 2022 |
| STT                                | Nhan đề                            | Phổ lời                            | Phổ nhạc                           | Nghệ sĩ                            | Thời lượng                         |
| ---------------------------------- | ---------------------------------- | ---------------------------------- | ---------------------------------- | ---------------------------------- | ---------------------------------- |
| 1.                                 | "Breath" (숨결)                    | Nam Hye-seung Janet Suhh           | Nam Hye-seung Park Sang-hee        | Kim Na-young                       | 4:27                               |
| 2.                                 | "Breath" (숨결; Inst.)             |                                    | Nam Hye-seung Park Sang-hee        |                                    | 4:27                               |
| Tổng thời lượng:                   | Tổng thời lượng:                   | Tổng thời lượng:                   | Tổng thời lượng:                   | Tổng thời lượng:                   | 8:54                               |

Phần 7
| Phát hành ngày 21 tháng 8 năm 2022 | Phát hành ngày 21 tháng 8 năm 2022                | Phát hành ngày 21 tháng 8 năm 2022 | Phát hành ngày 21 tháng 8 năm 2022 | Phát hành ngày 21 tháng 8 năm 2022 | Phát hành ngày 21 tháng 8 năm 2022 |
| STT                                | Nhan đề                                           | Phổ lời                            | Phổ nhạc                           | Nghệ sĩ                            | Thời lượng                         |
| ---------------------------------- | ------------------------------------------------- | ---------------------------------- | ---------------------------------- | ---------------------------------- | ---------------------------------- |
| 1.                                 | "Love Letter (with You)" (연서 (with You))        | Nam Hye-seung Kim Kyung-hee        | Nam Hye-seung Kim Kyung-hee        | Big Naughty                        | 3:29                               |
| 2.                                 | "Love Letter (with You)" (연서 (with You); Inst.) |                                    | Nam Hye-seung Kim Kyung-hee        |                                    | 3:29                               |
| Tổng thời lượng:                   | Tổng thời lượng:                                  | Tổng thời lượng:                   | Tổng thời lượng:                   | Tổng thời lượng:                   | 6:58                               |

### Phần 2
Phần 1
| Phát hành ngày 18 tháng 12, 2022 | Phát hành ngày 18 tháng 12, 2022 | Phát hành ngày 18 tháng 12, 2022 | Phát hành ngày 18 tháng 12, 2022 | Phát hành ngày 18 tháng 12, 2022 | Phát hành ngày 18 tháng 12, 2022 |
| STT                              | Nhan đề                          | Phổ lời                          | Phổ nhạc                         | Nghệ sĩ                          | Thời lượng                       |
| -------------------------------- | -------------------------------- | -------------------------------- | -------------------------------- | -------------------------------- | -------------------------------- |
| 1.                               | "Blue Flower" (푸른꽃)           | Nam Hye-seung Kim Kyung-hee      | Nam Hye-seung Kim Kyung-hee      | Lia (Itzy)                       | 3:48                             |
| 2.                               | "Blue Flower" (푸른꽃; Inst.)    |                                  | Nam Hye-seung Kim Kyung-hee      |                                  | 3:48                             |
| Tổng thời lượng:                 | Tổng thời lượng:                 | Tổng thời lượng:                 | Tổng thời lượng:                 | Tổng thời lượng:                 | 7:36                             |

Phần 2
| Phát hành ngày 25 tháng 12, 2022 | Phát hành ngày 25 tháng 12, 2022                           | Phát hành ngày 25 tháng 12, 2022 | Phát hành ngày 25 tháng 12, 2022 | Phát hành ngày 25 tháng 12, 2022 | Phát hành ngày 25 tháng 12, 2022 |
| STT                              | Nhan đề                                                    | Phổ lời                          | Phổ nhạc                         | Nghệ sĩ                          | Thời lượng                       |
| -------------------------------- | ---------------------------------------------------------- | -------------------------------- | -------------------------------- | -------------------------------- | -------------------------------- |
| 1.                               | "Tree (Just Watching You 2)" (나무 (바라만 본다 2))        | Nam Hye-seung Kim Kyung-hee      | Kim Kyung-hee Nam Hye-seung      | Hwang Min-hyun                   | 4:03                             |
| 2.                               | "Tree (Just Watching You 2)" (나무 (바라만 본다 2); Inst.) |                                  | Kim Kyung-hee Nam Hye-seung      |                                  | 4:03                             |
| Tổng thời lượng:                 | Tổng thời lượng:                                           | Tổng thời lượng:                 | Tổng thời lượng:                 | Tổng thời lượng:                 | 8:06                             |

Phần 3
| Phát hàng ngày 1 tháng 1, 2023 | Phát hàng ngày 1 tháng 1, 2023 | Phát hàng ngày 1 tháng 1, 2023 | Phát hàng ngày 1 tháng 1, 2023        | Phát hàng ngày 1 tháng 1, 2023 | Phát hàng ngày 1 tháng 1, 2023 |
| STT                            | Nhan đề                        | Phổ lời                        | Phổ nhạc                              | Nghệ sĩ                        | Thời lượng                     |
| ------------------------------ | ------------------------------ | ------------------------------ | ------------------------------------- | ------------------------------ | ------------------------------ |
| 1.                             | "I'm Sorry"                    | Nam Hye-seung Janet Suhh       | Nam Hye-seung Jeon Jong-hyuk Heo Seok | Ailee                          | 4:16                           |
| 2.                             | "I'm Sorry" (Inst.)            |                                | Nam Hye-seung Jeon Jong-hyuk Heo Seok |                                | 4:16                           |
| Tổng thời lượng:               | Tổng thời lượng:               | Tổng thời lượng:               | Tổng thời lượng:                      | Tổng thời lượng:               | 8:32                           |

## Tỷ lệ người xem
| Phần | Phần | Số tập | Số tập | Số tập | Số tập | Số tập | Số tập | Số tập | Số tập | Số tập | Số tập | Số tập | Số tập | Số tập | Số tập | Số tập | Số tập | Số tập | Số tập | Số tập | Số tập | Trung bình |
| Phần | Phần | 1      | 2      | 3      | 4      | 5      | 6      | 7      | 8      | 9      | 10     | 11     | 12     | 13     | 14     | 15     | 16     | 17     | 18     | 19     | 20     | Trung bình |
| ---- | ---- | ------ | ------ | ------ | ------ | ------ | ------ | ------ | ------ | ------ | ------ | ------ | ------ | ------ | ------ | ------ | ------ | ------ | ------ | ------ | ------ | ---------- |
|      | 1    | 1.294  | 1.516  | 1.275  | 1.760  | 1.321  | 1.632  | 1.347  | 1.804  | 1.416  | 1.817  | 1.305  | 1.769  | 1.564  | 1.926  | 1.680  | 1.926  | 1.815  | 2.359  | 1.984  | 2.410  | 1.696      |
|      | 2    | 1.648  | 1.933  | 1.812  | 2.126  | 1.676  | 1.967  | 1.518  | 2.054  | 1.871  | 2.267  | N/A    | N/A    | N/A    | N/A    | N/A    | N/A    | N/A    | N/A    | N/A    | N/A    | 1.887      |

| Ep. | Ngày phát sóng    | Tỷ lệ lượt xem (Nielsen Korea) | Tỷ lệ lượt xem (Nielsen Korea) |
| Ep. | Ngày phát sóng    | Toàn quốc                      | Seoul                          |
| Phần 1 | Phần 1            | Phần 1                         | Phần 1                         |
| --- | ----------------- | ------------------------------ | ------------------------------ |
| 1 | 18 tháng 6, 2022  | 5.205% (hạng 1)                | 4.833% (hạng 1)                |
| 2 | 19 tháng 6, 2022  | 5.872% (hạng 1)                | 6.047% (hạng 1)                |
| 3 | 25 tháng 6, 2022  | 5.288% (hạng 1)                | 5.315% (hạng 1)                |
| 4 | 26 tháng 6, 2022  | 6.841% (hạng 1)                | 6.878% (hạng 1)                |
| 5 | 2 tháng 7, 2022   | 5.352% (hạng 1)                | 5.253% (hạng 1)                |
| 6 | 3 tháng 7, 2022   | 6.639% (hạng 1)                | 6.880% (hạng 1)                |
| 7 | 9 tháng 7, 2022   | 5.311% (hạng 1)                | 5.158% (hạng 1)                |
| 8 | 10 tháng 7, 2022  | 6.826% (hạng 1)                | 6.694% (hạng 1)                |
| 9 | 16 tháng 7, 2022  | 5.204% (hạng 1)                | 5.329% (hạng 1)                |
| 10 | 17 tháng 7, 2022  | 6.958% (hạng 1)                | 6.835% (hạng 1)                |
| 11 | 23 tháng 7, 2022  | 4.989% (hạng 1)                | 4.908% (hạng 1)                |
| 12 | 24 tháng 7, 2022  | 7.091% (hạng 1)                | 7.032% (hạng 1)                |
| 13 | 30 tháng 7, 2022  | 6.290% (hạng 1)                | 6.008% (hạng 1)                |
| 14 | 31 tháng 7, 2022  | 7.600% (hạng 1)                | 7.484% (hạng 1)                |
| 15 | 6 tháng 8, 2022   | 6.610% (hạng 1)                | 6.710% (hạng 1)                |
| 16 | 7 tháng 8, 2022   | 7.453% (hạng 1)                | 7.544% (hạng 1)                |
| 17 | 20 tháng 8, 2022  | 7.566% (hạng 1)                | 7.767% (hạng 1)                |
| 18 | 21 tháng 8, 2022  | 9.295% (hạng 1)                | 9.793% (hạng 1)                |
| 19 | 27 tháng 8, 2022  | 7.915% (hạng 1)                | 8.121% (hạng 1)                |
| 20 | 28 tháng 8, 2022  | 9.218% (hạng 1)                | 9.903% (hạng 1)                |
| Phần 2 |                   |                                |                                |
| 21 | 10 tháng 12, 2022 | 6.719% (hạng 1)                | 7.852% (hạng 1)                |
| 22 | 11 tháng 12, 2022 | 7.743% (hạng 1)                | 8.808% (hạng 1)                |
| 23 | 17 tháng 12, 2022 | 7.176% (hạng 1)                | 8.236% (hạng 1)                |
| 24 | 18 tháng 12, 2022 | 8.458% (hạng 1)                | 9.366% (hạng 1)                |
| 25 | 24 tháng 12, 2022 | 7.134% (hạng 1)                | 7.665% (hạng 1)                |
| 26 | 25 tháng 12, 2022 | 8.237% (hạng 1)                | 9.206% (hạng 1)                |
| 27 | 31 tháng 12, 2022 | 6.644% (hạng 1)                | 6.654% (hạng 1)                |
| 28 | 1 tháng 1, 2023   | 8.605% (hạng 1)                | 10.078% (hạng 1)               |
| 29 | 7 tháng 1, 2023   | 8.218% (hạng 1)                | 8.853% (hạng 1)                |
| 30 | 8 tháng 1, 2023   | 9.651% (hạng 1)                | 10.603% (hạng 1)               |
| Trung bình | Trung bình        | 6.665%                         | 7.099%                         |
| - Trong bảng trên, các số màu xanh thể hiện xếp hạng thấp nhất và các số màu đỏ thể hiện xếp hạng cao nhất. - Bộ phim này được phát sóng trên một kênh truyền hình cáp/truyền hình trả tiền thường có lượng khán giả tương đối nhỏ hơn so với các đài truyền hình công cộng (KBS, SBS, MBC và EBS). |                   |                                |                                |

## Giải thưởng và đề cử
| Giải thưởng        | Năm  | Hạng mục                           | Người đề cử / Tác phẩm | Kết quả   | Ref.   |
| ------------------ | ---- | ---------------------------------- | ---------------------- | --------- | ------ |
| Korea Drama Awards | 2022 | Giải thưởng xuất sắc toàn cầu      | Lee Jae-wook           | Đoạt giải | [ 92 ] |
| Korea Drama Awards | 2022 | Giải thưởng đạo diễn xuất sắc nhất | Park Joon-hwa          | Đoạt giải | [ 92 ] |